# 6151 Viget
A 6151 Viget (ideiglenes jelöléssel 1987 WF) a Naprendszer kisbolygóövében található aszteroida. Edward L. G. Bowell fedezte fel 1987. november 19-én.